# Sven Schüller
Sven Helge Schüller (* 17. Januar 1996 in Wuppertal) ist ein deutscher Baseballspieler.

## Leben
Sven Schüller wurde am 17. Januar 1996 in Wuppertal geboren. Den ersten Kontakt mit dem Baseballsport machte Schüller im Jahr 2003 bei einem Ausflug in die Vereinigten Staaten mit seiner Familie. Er war auf Anhieb von dem Sport begeistert und begann zwei Jahre später bei den Wuppertal Stingrays, selbst Baseball zu spielen. Später spielte er zudem für die Solingen Alligators.

## Karriere

### Buchbinder Legionäre Regensburg (2012–2013)
In den Jahren 2012 und 2013 besuchte Schüller die Baseballakademie der Buchbinder Legionäre in Regensburg und kam dort in der Saison 2013 mehrmals für die zweite Mannschaft zum Einsatz. Am 26. Juni 2013 feierte er sein Debüt in der deutschen Baseballnationalmannschaft bei einem Spiel im Rahmen der Prague Baseball League. Außerdem spielte er für die Juniorennationalmannschaft bei der U18-Europameisterschaft 2013 in Prag.

### 2013
Der Pitcher stand ab dem 2. Juli 2013 bei den Los Angeles Dodgers unter Vertrag.

### Rookie-Leagues (2014–2016)
In der Saison 2014 begann Schüller seine Minor-League-Karriere bei den AZL Dodgers in der Arizona League in Phoenix, Arizona. Im ersten Jahr kam er in sechs Spielen zum Einsatz und erzielte einen Earned Run Average von 3,38. In der darauffolgenden Saison war er insgesamt an 13 Spielen beteiligt und ließ 24 Runs in 31,2 Innings zu. Im Jahr 2016 spielte Schüller zeitweise auch für die Ogden Raptors in der Pioneer League, einer weiteren Rookie-Liga. Dort hatte er in 15 Einsätzen einen ERA von 4,28.

### Rancho Cucamonga Quakes, Great Lakes Loones und Sydney Blue Sox (2016–2018)
Nach der Sommersaison 2016 reiste Schüller nach Australien und spielte dort für die Sydney Blue Sox in der Australian Baseball League, wo er in 14 Spielen eingesetzt wurde. Daraufhin wurde er in der Saison 2017 in die Midwest League, eine Single-A-League, zu den Great Lakes Loones befördert. Dort hatte er 23 Einsätze als Pitcher, bevor er im November 2017 wieder in der Australian Baseball League antrat.

### Oklahoma City Dodgers (2018–2023)
Am 8. Juni 2018 feierte Schüller sein Debüt bei den Oklahoma City Dodgers in der Triple-A California League. Er wurde damit der erste in Deutschland geborene Pitcher seit Edwin Jackson, dem der Sprung in die Triple-A gelang.

### Heidenheim Heideköpfe (2023-heute)
Am 20. Januar 2023 gaben die Heideheim Heideköpfe bekannt, dass Schüller in der Saison 2023 für sie auflaufen wird.